# Liga Nacional de Nueva Zelanda 1974
La Liga Nacional de Nueva Zelanda 1974 fue la quinta edición de la antigua primera división del país. El University-Mount Wellington obtuvo su segundo título en la competición, convirtiéndose así en el primer club en ganar en más de una ocasión la liga neozelandesa.  

## Ascensos y descensos
| Pos | de la Liga Nacional |
| --- | ------------------- |
| 10º | Caversham AFC       |

| Pos | de la Promoción    |
| --- | ------------------ |
| 1º  | North Shore United |

## Equipos participantes
| Equipo                      | Ciudad       | Liga            |
| --------------------------- | ------------ | --------------- |
| University-Mount Wellington | Auckland     | Northern League |
| Eastern Suburbs             | Auckland     | Northern League |
| Blockhouse Bay              | Auckland     | Northern League |
| North Shore United          | North Shore  | Northern League |
| Stop Out                    | Lower Hutt   | Central League  |
| Gisborne City               | Gisborne     | Central League  |
| Wellington City             | Wellington   | Central League  |
| Wellington Diamond United   | Wellington   | Central League  |
| Christchurch United         | Christchurch | Southern League |
| New Brighton AFC            | Christchurch | Southern League |

## Clasificación
| Pos | Equipo                      | PJ | G  | E | P  | GF | GC | Dif | Pts |
| --- | --------------------------- | -- | -- | - | -- | -- | -- | --- | --- |
| 1   | University-Mount Wellington | 18 | 12 | 5 | 1  | 44 | 19 | 25  | 29  |
| 2   | Christchurch United         | 18 | 8  | 6 | 4  | 31 | 19 | 12  | 22  |
| 3   | New Brighton AFC            | 18 | 9  | 3 | 6  | 34 | 25 | 9   | 21  |
| 4   | Stop Out                    | 18 | 9  | 3 | 6  | 26 | 23 | 3   | 21  |
| 5   | Blockhouse Bay              | 18 | 8  | 4 | 6  | 32 | 23 | 9   | 20  |
| 6   | North Shore United          | 18 | 6  | 4 | 8  | 23 | 27 | -4  | 16  |
| 7   | Wellington City             | 18 | 5  | 5 | 8  | 32 | 38 | -6  | 15  |
| 8   | Gisborne City               | 18 | 5  | 3 | 10 | 21 | 35 | -14 | 13  |
| 9   | Eastern Suburbs             | 18 | 5  | 3 | 10 | 23 | 45 | -22 | 13  |
| 10  | Wellington Diamond United   | 18 | 4  | 2 | 12 | 22 | 34 | -12 | 10  |

J: partidos jugados; G: partidos ganados; E: partidos empatados; P: partidos perdidos; GF: goles a favor;
 GC: goles en contra; DG: diferencia de goles; Pts: puntos
|  | Desafiliación para la próxima temporada |

| Bandera de Nueva Zelanda                      |
| Campeón University-Mount Wellington 2º título |